# Денгчен (повіт)
31°24′50″ пн. ш. 95°35′45″ сх. д. / 31.41376° пн. ш. 95.59596° сх. д.
Денгчен (кит. 丁青县, пін. Dīngqīng Xiàn, трансліт. Dêngqên) — один із повітів КНР у складі префектури Чамдо, Тибетський автономний район. Адміністративний центр — містечко Денгчен.

## Географія
Денгчен лежить на висоті близько 3850 метрів над рівнем моря на сході Тибетського плато (регіон Кхам).

### Клімат
Повіт знаходиться у зоні так званої «гірської тундри», котра характеризується кліматом арктичних пустель. Найтепліший місяць — липень із середньою температурою 12,6 °C. Найхолодніший місяць — січень, із середньою температурою -5,9 °С.
| Клімат повіту Денгчен   | Клімат повіту Денгчен | Клімат повіту Денгчен | Клімат повіту Денгчен | Клімат повіту Денгчен | Клімат повіту Денгчен | Клімат повіту Денгчен | Клімат повіту Денгчен | Клімат повіту Денгчен | Клімат повіту Денгчен | Клімат повіту Денгчен | Клімат повіту Денгчен | Клімат повіту Денгчен | Клімат повіту Денгчен |
| Показник                | Січ.                  | Лют.                  | Бер.                  | Квіт.                 | Трав.                 | Черв.                 | Лип.                  | Серп.                 | Вер.                  | Жовт.                 | Лист.                 | Груд.                 | Рік                   |
| Середній максимум, °C   | 2,1                   | 3,6                   | 7                     | 10,8                  | 15,1                  | 18,2                  | 19,6                  | 19                    | 16,8                  | 11,8                  | 6,3                   | 3,1                   | 11,1                  |
| Середня температура, °C | −5,9                  | −3,8                  | −0,1                  | 3,5                   | 7,6                   | 11,1                  | 12,6                  | 12,1                  | 9,6                   | 4,4                   | −1,5                  | −5,3                  | 3,7                   |
| Середній мінімум, °C    | −12,2                 | −9,6                  | −5,6                  | −2                    | 1,8                   | 5,8                   | 7,4                   | 7                     | 4,6                   | −0,6                  | −7,2                  | −11,6                 | −1,9                  |
| Норма опадів, мм        | 3.8                   | 8.1                   | 16.8                  | 28.6                  | 55.1                  | 116.5                 | 137.4                 | 113                   | 100                   | 46.8                  | 11.5                  | 3.5                   | 641.1                 |
| Вологість повітря, %    | 44                    | 47                    | 50                    | 54                    | 57                    | 66                    | 68                    | 69                    | 69                    | 66                    | 54                    | 47                    | 57.6                  |
| ----------------------- | --------------------- | --------------------- | --------------------- | --------------------- | --------------------- | --------------------- | --------------------- | --------------------- | --------------------- | --------------------- | --------------------- | --------------------- | --------------------- |
| Джерело: data.cma.cn    |                       |                       |                       |                       |                       |                       |                       |                       |                       |                       |                       |                       |                       |